# Cianjur (stad)
Cianjur is een stad in het gelijknamige regentschap Cianjur. Voor de onafhankelijkheid van Indonesië droeg het de naam "Tjiandjoer".

## Verkeer en vervoer
- Wegverkeer: ten westen ligt de Puncakpas
- Station Cianjur